# Волчье-Александровское сельское поселение
Во́лчье-Алекса́ндровское се́льское поселе́ние — сельское поселение в Волоконовском районе Белгородской области.
Административный центр — село Волчья Александровка.

## История
Статус и границы сельского поселения установлены Законом Белгородской области от 20 декабря 2004 года № 159 «Об установлении границ муниципальных образований и наделении их статусом городского, сельского поселения, городского округа, муниципального района».

## Население
| 2010  | 2011  | 2012  | 2013  | 2014  | 2015  | 2016  | 2017  | 2018  |
| ----- | ----- | ----- | ----- | ----- | ----- | ----- | ----- | ----- |
| 1108  | ↘1103 | ↘1093 | ↘1067 | ↗1073 | ↗1074 | ↘1065 | ↘1052 | ↘1033 |
| 2019  | 2020  | 2021  |       |       |       |       |       |       |
| ↘1026 | ↘1020 | ↗1069 |       |       |       |       |       |       |

## Состав сельского поселения
В состав сельского поселения входят 7 населённых пунктов:
| № | Населённый пункт     | Тип населённого пункта       | Население |
| - | -------------------- | ---------------------------- | --------- |
| 1 | Волчий-Второй        | хутор                        | ↘60       |
| 2 | Волчья Александровка | село, административный центр | ↘896      |
| 3 | Гаевка               | хутор                        | ↘11       |
| 4 | Зелёный Клин         | хутор                        | ↘62       |
| 5 | Криничное            | хутор                        | ↘42       |
| 6 | Новодевичий          | хутор                        | ↘35       |
| 7 | Первомайский         | хутор                        | ↘2        |

## Местное самоуправление
Администрация
Телефон: (47235) 4-44-37